# Luigi Ramponi
Luigi Ramponi, italijanski general in politik, * 30. marec 1930, † 5. maj 2017, Rim, Italija.

## Življenje
Prvotno pri bersaglierih, je bil premeščen k vojnemu letalstvu in nato nazaj k bersaljerom. Bil je vojaški ataše v Washingtonu, poveljnik mehanizirane brigade Garibaldi, poveljnik Vojaške regije Sardinija, poveljujoči general Finančne straže Italije (1989-91), direktor SISMI (1991-2),...
Pozneje je postal senator in poslanec.